# Eleição presidencial do Brasil no Acre em 2010
O primeiro turno da eleição presidencial brasileira de 2010 foi realizada em 3 de outubro, como parte das eleições gerais naquele país. Neste pleito, os cidadãos brasileiros aptos a votar escolheram o sucessor do atual presidente, Luiz Inácio Lula da Silva. Nenhum dos candidatos recebeu mais do que a metade dos votos válidos, e um segundo turno foi realizado em 31 de outubro. De acordo com a Constituição, o presidente é eleito diretamente pelo povo para um mandato de quatro anos, podendo ser reeleito uma vez. Lula não pode mais ser candidato, uma vez que foi eleito em 2002 e reeleito em 2006. Esta foi a primeira vez desde o pleito de 1989 – a primeira eleição direta para presidente desde 1960 –, em que ele não foi candidato a presidente.
No Acre o candidato tucano, José Serra, venceu no primeiro turno da eleição com 52,13%, contra 23,92% de Dilma e 23,45% de Marina; na disputa do segundo turno, Serra obteve 69,67%, sendo o estado com maior diferença a favor do candidato do PSDB.